# ケティー・ジルソール＝ホッペ
ケティー・ジルソール＝ホッペ（Ketty Gilsoul-Hoppe）として知られるカトリーヌ・エレーヌ・レジーヌ・ジルソール＝ホッペ（Catherine Hélène Régine (Ketty) Gilsoul-Hoppe、 1868年4月5日 - 1939年11月15日）は、ドイツ生まれのベルギーの画家である。1872年に家族とベルギーに移り、1894年にベルギー人画家、ヴィクトール・ジルソールと結婚した。ベルギーで活動し、ベルギーの風景を描いた。

## 略歴
デュッセルドルフで生まれた。父親のエドゥアルト・ホッペ（Edouard Hoppe: 1837-1890）は彫金家であった。妹のジェニー（Jenny Bernier-Hoppe: 1870–1934）も画家になり、画家のジェオ・ベルニエ（Géo Bernier: 1862–1918）と結婚した。
ケティー・ホッペは1872年に家族とベルギーのブリュッセルに移住した 。父親から美術を学んだ後、ブリュッセルの美術学校で、アンリ・ヘンドリック(Henri Hendrickx)に学んだ。水彩画家のエドゥアール・トゥルトー（Edouard Tourteau: 1846–1908）やジャン＝フランソワ・ポルテール（1818-1895）のスタジオでも修行した。
1894年に画家のヴィクトール・ジルソール（Victor Gilsoul: 1867–1939)と結婚し,ブリュッセルに住んだ。結婚後はケティー・ジルソール＝ホッペという名前で活動した。夫妻はベルギーやオランダ、フランスに旅し風景を描いた。
1911年、ルイーズ・ダンスやマリー・ダンス、エマ・ロナー、アリス・ロナー、アンナ・ボック、ジュリエット・ウィッツマン、ベルト・アールといったブリュッセルで活動する女性画家たちと、美術協会「Galerie Lyceum」の共同創立者となった。
1939年にイクセルで亡くなった。

## 作品

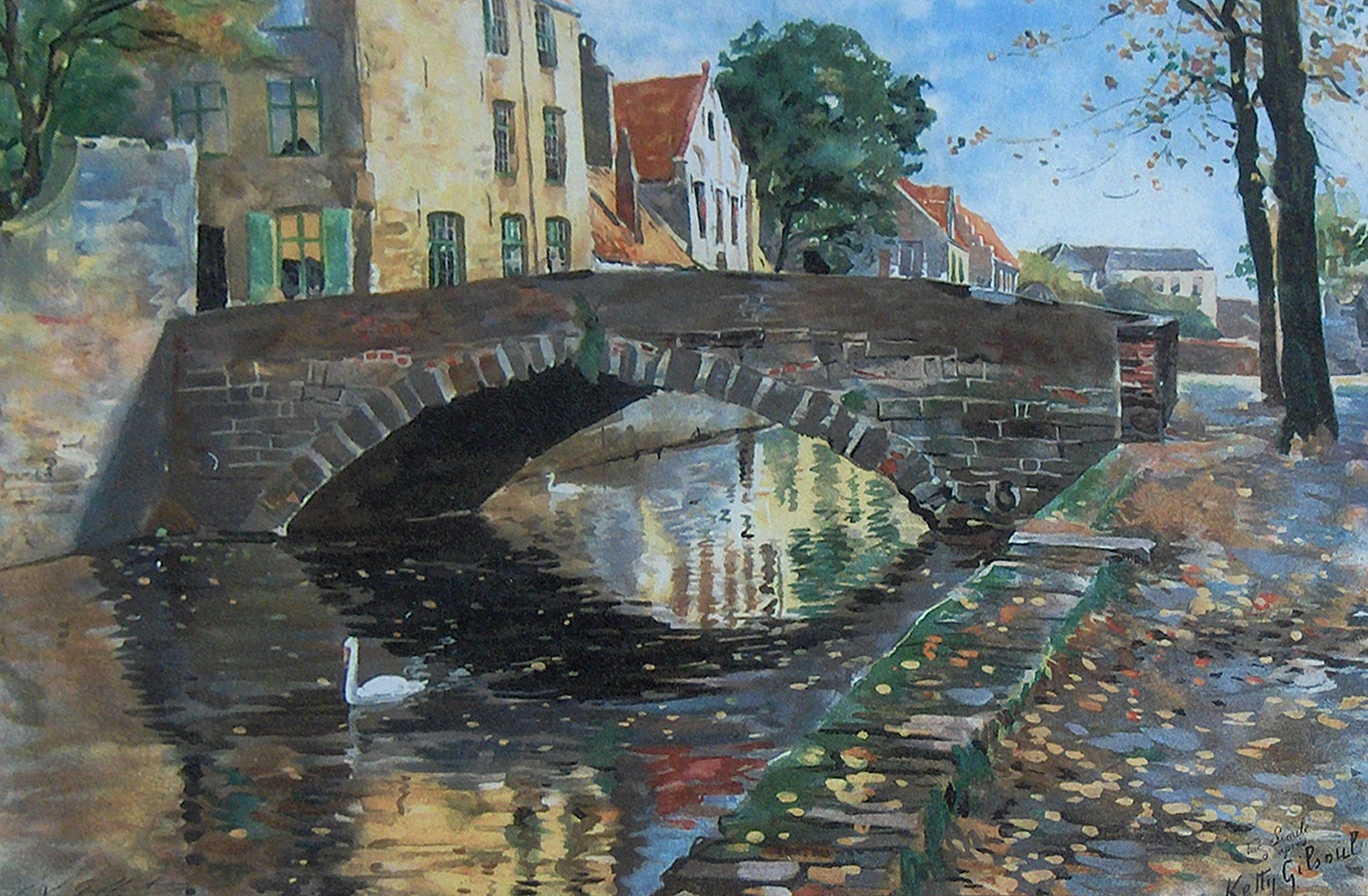
「Brugs reienzicht」
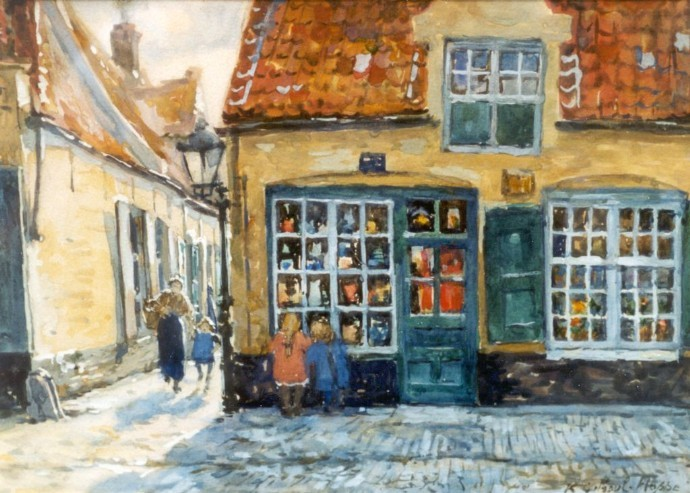
村の子供たち
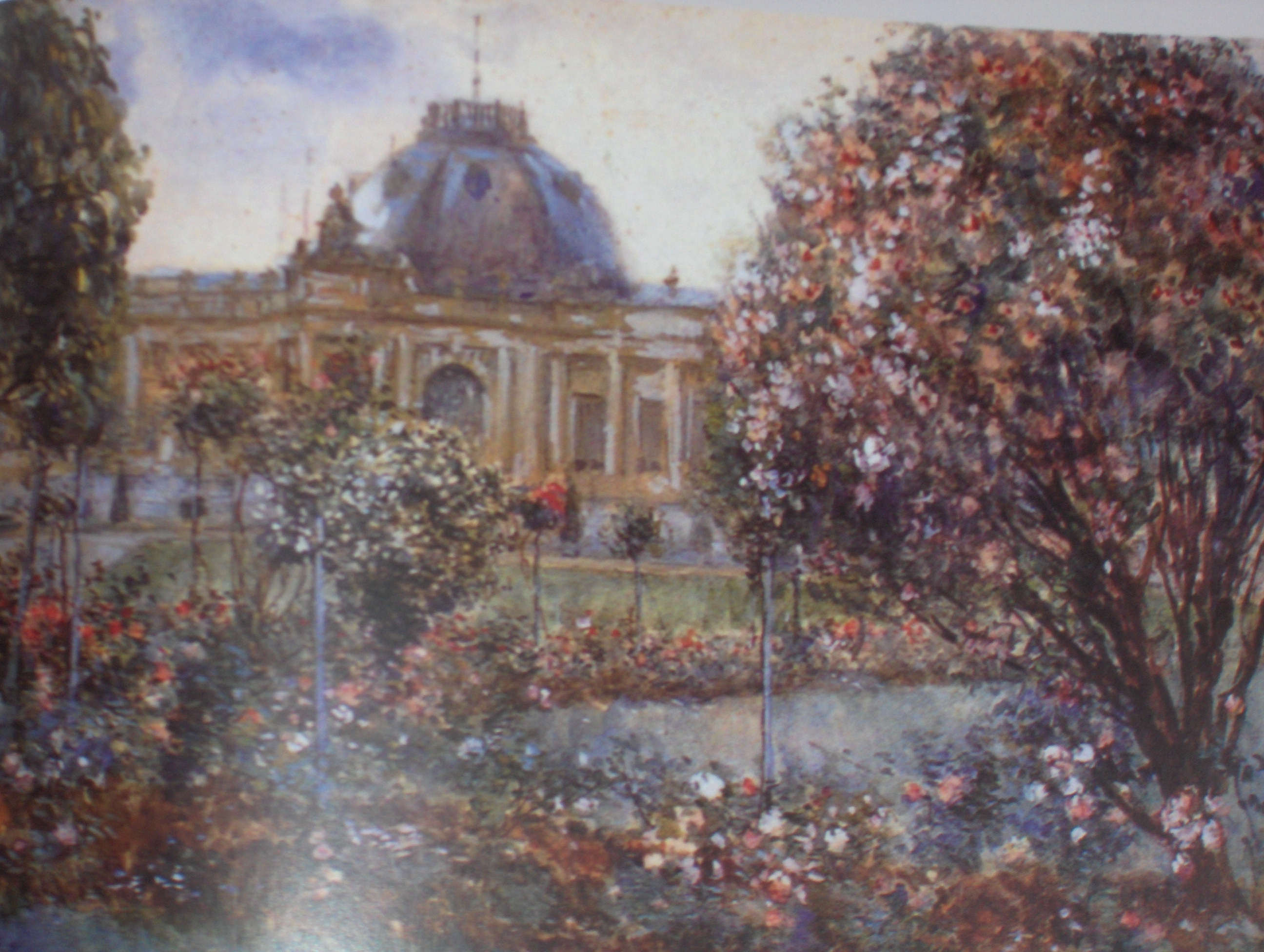
博物館の庭